# اکسچنج (ویرجینیای غربی)
اکسچنج (به انگلیسی: Exchange) یک منطقهٔ مسکونی در ایالات متحده آمریکا است که در شهرستان برکستون، ویرجینیای غربی واقع شده‌است.